# 弗林特希爾 (密西西比州)
弗林特希爾（英語：Flint Hill）是位於美國密西西比州朗茲縣的非建制地區。

## 地理
弗林特希爾所處的海拔為高於海平面129米（即423英呎），而該地所採用的時區為UTC-6，即北美中部時區（CST）。同時該地設有夏令時間，為UTC-6調快一小時，即UTC-5（CDT）。